# Bohumil Vávra
Bohumil Vávra (* 4. November 1916 in Prag; † 14. September 2007 ebenda) war ein tschechischer Schauspieler.

## Leben und Wirken
Bohumil Vávra wuchs in Prag auf, wo er zeitlebens wohnte. Nach seinem Schulabschluss begann er zunächst eine kaufmännische Ausbildung. Im Zweiten Weltkrieg war er als Soldat an der Ostfront im Einsatz.
Nach dem Ende des Krieges absolvierte Vávra dann bis 1948 seine Schauspielausbildung an der Janáček-Akademie für Musik und Darstellende Kunst Brünn. In den folgenden Jahren trat er an verschiedenen Theaterhäusern in mehreren Theaterstücken, Kabarett-Programmen und Varieté-Shows auf. Er war am Slowakischen Nationaltheater einige Jahre lang als festes Ensemblemitglied engagiert. Von 1961 bis 2004 wirkte er als Schauspieler vor der Kamera in mehr als 60 Film-und-Fernsehproduktionen mit, darunter auch in einigen DEFA-Filmen. Er war bis ins hohe Alter als Schauspieler tätig.
Vávra starb am 14. September 2007 im Alter von 90 Jahren. Er wurde auf einem Friedhof im Prager Stadtteil Bubeneč beigesetzt.

## Filmografie (Auswahl)
- 1976: Die Braut mit den schönsten Augen
- 1979: Der Katzenprinz
- 1980: Und nächstes Jahr am Balaton
- 1982: Dein unbekannter Bruder
- 1982: Der Mann von der Cap Arcona
- 1983: Olle Henry
- 1987: Prinzessin Julia
- 1993: Die Abenteuer des jungen Indiana Jones (Fernsehserie, 1 Folge)
- 1993: Die Rückkehr der Märchenbraut (Fernsehserie, 1 Folge)